# Zwartbuikrupsvogel
De zwartbuikrupsvogel (Edolisoma holopolium synoniem:Coracina holopolia) is een rupsvogel die  endemisch is  op de Salomonseilanden.

## Kenmerken
De zwartbuikrupsvogel wordt inclusief staart 22 centimeter en is daarmee een van de kleinste rupsvogels. Het mannetje is grijs van boven en glanzend zwart van onder. Het vrouwtje is helemaal grijs, maar minder donker dan het mannetje. De uiteinden van de vleugels en de staart zijn zwart.
Deze vogel komt voor in kleine groepjes, vaak gemengd met andere insectenetende vogels. Zwartbuikrupsvogels leven van insecten in boomkronen en de prooien worden vaak in vlucht gevangen.

## Verspreiding en leefgebied
De vogel komt voor op het eiland  Bougainville (Papoea-Nieuw-Guinea) en de Salomonseilanden. Het is een schaars voorkomende bosvogel van tropisch regenwoud tot op een hoogte van 950 m boven de zeespiegel. 
De soort telt twee ondersoorten:
- E. h. holopolium: de noordwestelijke Salomonseilanden.
- E. h. pygmaeum: de centrale Salomonseilanden.

## Status
Door houtkap wordt dit type leefgebied bedreigd. De vogel komt echter ook voor in streken die ongeschikt zijn voor houtexploitatie en daarom is het tempo waarin de populatie afneemt niet hoog. Daarom staat de zwartbuikrupsvogel als niet bedreigd op de Rode Lijst van de IUCN.